# 欧日地区昂格莱克维尔
欧日地区昂格莱克维尔（法語：Englesqueville-en-Auge，法語發音：[ɑ̃ɡlɛkvil ɑ̃.n‿oʒ]）是法国卡尔瓦多斯省的一个市镇，属于利雪区。该市镇总面积3.61平方公里，2009年时的人口为110人。

## 人口
欧日地区昂格莱克维尔人口变化图示
| 数据来源：INSEE |